# 弗里卡特
36°31′07″N 3°53′00″E / 36.5185°N 3.8832°E
弗里卡特（阿拉伯语：‎），是阿爾及利亞的城鎮，位於該國北部提濟烏祖省，由德拉米贊區負責管轄，面積39平方公里，2008年人口12,791，人口密度每平方公里331人。